# Adenízia da Silva
Adenízia Ferreira da Silva est une joueuse brésilienne de volley-ball née le 18 décembre 1986 à Ibiaí (Minas Gerais). Elle mesure 1,87 m et joue au poste de centrale. Elle totalise 48 sélections en équipe du Brésil.

## Biographie
Avec l'équipe du Brésil de volley-ball féminin, elle est médaillée d'or olympique en 2012 à Londres.

## Clubs
| Club                   | De        | À         |
| ---------------------- | --------- | --------- |
| Clube Filadélfia       | 1997-1998 | 1997-1998 |
| Domingo Martins        | 1998-1999 | 1998-1999 |
| BCN/Bom Jesus          | 1999-1999 | 1999-1999 |
| Grêmio de Vôlei Osasco | 1999-2000 | 2015-2016 |
| Pallavolo Scandicci    | 2016-2017 | 2019-2020 |
| Vôlei Bauru            | jan 2020  | …         |

## Palmarès

### Équipe nationale
- Jeux Olympiques
  -  2012 à Londres
- Championnat du monde
  - Finaliste : 2010
- Grand Prix mondial
  - Vainqueur : 2009, 2013, 2014, 2016, 2017.
  - Finaliste : 2010, 2011, 2012.
- World Grand Champions Cup
  - Vainqueur : 2013.
  - Finaliste : 2009.
- Championnat d'Amérique du Sud
  - Vainqueur : 2009, 2011, 2013, 2015, 2017.
- Coupe panaméricaine
  - Finaliste : 2008.
- Jeux Panaméricains
  - Finaliste : 2015
- Championnat du monde des moins de 20 ans
  - Vainqueur : 2005.
- Championnat d'Amérique du Sud  des moins de 20 ans
  - Vainqueur : 2004.
- Championnat d'Amérique du Sud  des moins de 18 ans
  - Vainqueur : 2002.

### Clubs
- Championnat du Brésil
  - Vainqueur : 2004, 2005, 2010, 2012.
  - Finaliste : 2013, 2015.
- Coupe du Brésil
  - Vainqueur : 2008, 2014.
  - Finaliste : 2007.
- Championnat du monde des clubs
  - Vainqueur : 2012.
  - Finaliste : 2014.
- Championnat sud-américain des clubs
  - Vainqueur : 2009, 2010, 2011, 2012.
  - Finaliste : 2014, 2015.

### Distinctions individuelles
- Championnat d'Amérique du Sud féminin de volley-ball des moins de 18 ans 2002: MVP.
- Championnat du monde de volley-ball féminin des moins de 18 ans 2003 : Meilleure contreuse.
- Championnat d'Amérique du Sud féminin de volley-ball des moins de 20 ans 2004: Meilleure attaquante.
- Championnat du monde de volley-ball féminin des moins de 20 ans 2005 : Meilleure contreuse.
- Coupe panaméricaine de volley-ball féminin 2005: Meilleure contreuse.
- Championnat sud-américain des clubs de volley-ball féminin 2010: MVP.
- Championnat du monde des clubs de volley-ball féminin 2011 : Meilleure contreuse[3].
- Championnat sud-américain des clubs de volley-ball féminin 2012: Meilleure attaquante.
- Championnat sud-américain des clubs de volley-ball féminin 2014: Meilleure centrale.
- Volley-ball féminin aux Jeux panaméricains de 2015: Meilleure centrale.